# مایکل ولف (روزنامه‌نگار)
مایکل ولف (انگلیسی: Michael Wolff؛ زادهٔ ۲۷ اوت ۱۹۵۳) روزنامه‌نگار و ستون‌نویس، کارآفرین اینترنتی، تفسیرگر تلویزیون اهل ایالات متحده آمریکا است. وی نویسنده کتاب آتش و خشم می‌باشد که در ۵ ژانویه ۲۰۱۸ منتشر شد و موضوع آن علیه دونالد ترامپ و افشاگری دربارهٔ سیاست‌های کاخ سفید می‌باشد.